# Protomycena electra
Protomycena electra (лат.) — ископаемый вид грибов монотипного рода Protomycena Hibbett, D. Grimaldi & Donoghue 1997.
Хорошо сохранившиеся остатки плодового тела гриба найдены в отложениях янтаря эпохи миоцена из Доминиканской республики. Плодовое тело шляпконожечное, по морфологии сходно с современным родом мицена (Mycena). 
Образец янтаря, содержащий голотип вида Protomycena electra находится в частной коллекции Этторе Мороне [Ettore Morone], Турин, Италия. Он был предоставлен сотруднику Американского музея естественной истории в Нью-Йорке Д. Гримальди, который выполнил исследования совместно с сотрудниками Гарвардского университета (Кембридж, Массачусетс) Д. Хиббеттом и М. Донохью. Результаты исследований и таксономическое описание гриба опубликованы в 1997 году в издании Ботанического общества Америки «American Journal of Botany».
Название рода Protomycena происходит от др.-греч. πρῶτος («первый») и названия рода Mycena. Видовой эпитет — от др.-греч. ἤλεκτρον («янтарь»).

## Образец
Доминиканский янтарь представляет собой окаменевшую смолу деревьев рода Hymenaea семейства бобовых (Fabaceae), его месторождение занимает площадь около 400 км² в горах Кордильера-Септентриональ на высоте 500—1000 метров над уровнем моря. Возраст янтаря из доминиканского месторождения первоначально был определён в ≈40 млн лет (эоцен), но впоследствии такая датировка была оспорена и указан возраст 23—30 или 15—20 млн лет. 
Точное место находки образца с включением гриба Protomycena electra неизвестно. Образец представляет собой чистый кусок янтаря светло-жёлтого цвета размерами 2,5×4,5 см, был отполирован. В отличие от янтаря из Нью-Джерси, в котором был найден гриб Archaeomarasmius leggetti, не имеет трещин и содержит хорошо сохранившееся включение гриба, рядом с которым имеется полость с жидкостью и пузырьком газа, что свидетельствует о полной герметичности инклюза.

## Описание гриба
Плодовое тело бледное, через янтарь выглядит желтоватым. Шляпка диаметром 5 мм и высотой 4 мм, округлая, выпуклая, слегка колокольчатая. Поверхность её в центре гладкая, к краю становится рубчатой, прозрачной, край приподнятый (англ. slightly flared). Гименофор пластинчатый, пластинки редкие, широко прикреплённые, умеренно широкие, имеются анастомозирующие пластиночки разной длины. Края пластинок цельные. Ножка искривлённая, цилиндрическая, размерами 0,75×10 мм, с гладкой или незначительно текстурированной поверхностью (определение характера поверхности затруднено наличием в янтаре пузырьков с жидкостью или газом). Основание ножки оторвано, какие-либо структуры прикрепления к субстрату (ризоморфы, остатки мицелия) отсутствуют. Остатки покрывал отсутствуют. Базидиоспоры гладкие, с чётким гилярным придатком.

## Систематика
Хиббеттом и соавторами гриб был отнесён к подсемейству Myceneae семейства трихоломовых (Tricholomataceae) на основании только макроскопических признаков плодового тела, по габитусу (колокольчатая форма шляпки, рубчатый край) и отсутствию покрывал соответствующих современному роду мицена (Mycena). Авторы отмечают, что, как и в случае с Archaeomarasmius leggetti, отнесение описанного ими рода к семейству является условным. Также отмечается, что гриб может иметь близкое родство и с другими мелкими представителями трихоломоидных грибов, например, с родом негниючник (Marasmius). Имеются, однако, чёткие отличия от ископаемого гриба Coprinites dominicana, также найденного в образце доминиканского янтаря и описанного в 1990 году — этот гриб имеет складчато-гребенчатую шляпку и пластинки без анастомозов.